# Afflitto
Afflitto is het eerste nummer van het Belgisch project Fiocco, uitgebracht door DJ-producer Jan Vervloet. In tegenstelling tot de latere dancehits van Fiocco, was dit een instrumentaal housenummer dat bijzonder goed scoorde in de Belgische charts: het stond in de dance chart in het voorjaar van 1997 10 weken op nummer 1, wat tot in 2008 een record was.
In de Ultratop 50 kwam het nummer binnen op 22 maart 1997, maar bereikte het pas na 18 weken met no 5 zijn hoogste positie. Pas in oktober verliet 'Afflitto' de chart. Met zijn 28 weken is 'Afflitto' veruit de langst genoteerde dance/houseplaat ooit in de Ultratop 50.
In 1998 pikte de Duitse DJ Michael Nehrig 'Afflitto' op en samen met Jan Vervloet bracht hij een remake op de markt onder de naam "Kosmonova vs. Fiocco". De titel van het nummer was 'Celebrate' en was vooral in Duitsland, Nederland en België een grote hit (met alweer een no 5-positie als hoogste notering in de Ultratop 50).
In 2003 maakte Jan Vervloet nog een remix van "Afflitto" onder het Nitrox-label, wat alweer hoog scoorde in de dance charts.

## Singles
| Single met hitnotering(en) in de Vlaamse Ultratop 50 | Datum van verschijnen | Datum van binnenkomst | Hoogste positie | Aantal weken | Opmerkingen |
| ---------------------------------------------------- | --------------------- | --------------------- | --------------- | ------------ | ----------- |
| Afflitto                                             |                       | 22-3-1997             | 5               | 28           |             |
| Celebrate                                            |                       | 24-10-1998            | 5               | 13           |             |